# Laguna Bujama
Laguna Bujama es una formación de agua ubicada en el distrito de Mala, Provincia de Cañete, Departamento de Lima, Perú. Es utilizada para competencia de deportes acuáticos.
Albergó el Mundial Juvenil de Esquí Acuático, XXX Campeonato Latinoamericano de Esquí Acuático, Juegos Bolivarianos de 2013, y Juegos Bolivarianos de Playa de 2014.
Será utilizada para esquí acuático en los Juegos Panamericanos de Lima 2019.